# USS Crowley (DE-303)
USS Crowley (DE-303) là một tàu hộ tống khu trục lớp Evarts được Hải quân Hoa Kỳ chế tạo trong Chiến tranh Thế giới thứ hai. Nó là chiếc tàu chiến duy nhất của Hải quân Mỹ được đặt theo tên Thiếu tá Hải quân Thomas Ewing Crowley (1902-1941), người phục vụ trên thiết giáp hạm Arizona (BB-39) và đã tử trận trong vụ tấn công Trân Châu Cảng ngày 7 tháng 12, 1941. Nó đã phục vụ cho đến khi chiến tranh kết thúc, xuất biên chế vào ngày 3 tháng 12, 1945 và xóa đăng bạ vào ngày 19 tháng 12, 1945. Con tàu bị bán để tháo dỡ vào ngày 21 tháng 12, 1946. Crowley được tặng thưởng năm Ngôi sao Chiến trận do thành tích phục vụ trong Thế Chiến II.

## Thiết kế và chế tạo
Những chiếc thuộc lớp tàu khu trục Evarts có chiều dài chung 289 ft 5 in (88,21 m), mạn tàu rộng 35 ft 1 in (10,69 m) và độ sâu mớn nước khi đầy tải là 8 ft 3 in (2,51 m). Chúng có trọng lượng choán nước tiêu chuẩn 1.140 tấn Anh (1.160 t); và lên đến 1.430 tấn Anh (1.450 t) khi đầy tải. Hệ thống động lực bao gồm bốn động cơ diesel General Motors Kiểu 16-278A nối với bốn máy phát điện để vận hành hai trục chân vịt; công suất 6.000 hp (4.500 kW) cho phép đạt được tốc độ tối đa 21 kn (24 mph; 39 km/h), và có dự trữ hành trình 4.150 nmi (4.780 mi; 7.690 km) khi di chuyển ở vận tốc đường trường 12 kn (14 mph; 22 km/h).
Vũ khí trang bị bao gồm ba pháo 3 in (76 mm)/50 cal trên tháp pháo nòng đơn có thể đối hạm hoặc phòng không, một khẩu đội 1,1 inch/75 caliber bốn nòng và chín pháo phòng không Oerlikon 20 mm. Vũ khí chống ngầm bao gồm một dàn súng cối chống tàu ngầm Hedgehog Mk. 10 (có 24 nòng và mang theo 144 quả đạn); hai đường ray Mk. 9 và tám máy phóng K3 Mk. 6 để thả mìn sâu.
Crowley được đặt lườn tại Xưởng hải quân Mare Island ở Vallejo, California vào ngày 24 tháng 5, 1943. Nó được hạ thủy vào ngày 22 tháng 9, 1943; được đỡ đầu bởi bà T. E. Crowley, vợ góa Thiếu tá Crowley, và nhập biên chế vào ngày 25 tháng 3, 1944 dưới quyền chỉ huy của Hạm trưởng, Thiếu tá Hải quân T. J. Skewes, Jr.

## Lịch sử hoạt động
Hoàn tất việc chạy thử máy và huấn luyện, Crowley trình diện để phục vụ cùng Hạm đội Thái Bình Dương và đã khởi hành từ San Francisco, California vào ngày 25 tháng 5, 1944 để đi sang khu vực quần đảo Hawaii. Đi đến Trân Châu Cảng vào ngày 31 tháng 5, nó tham gia các cuộc thực tập huấn luyện chống tàu ngầm cho đến ngày 12 tháng 8. Nó hộ tống một đoàn tàu vận tải đi sang Guadalcanal, đến nơi vào ngày 25 tháng 8, rồi tiếp tục đi đến Manus vào ngày 14 tháng 9.
Hoạt động từ Manus, trong giai đoạn từ ngày 15 tháng 9 đến ngày 18 tháng 11, Crowley phục vụ hộ tống các đoàn tàu vận tải đi đến Palau trong quá trình chiếm đóng quần đảo này, và đôi khi đi đến vịnh Humboldt, New Guinea và khu vực quần đảo Solomon. Vào ngày 26 tháng 9, nó hợp cùng với tàu chị em Donaldson (DE-44) trong nỗ lực cứu giúp chiếc tàu buôn SS Don Marquis, cứu vớt những người sống sót và cố gắng dập lửa để cứu những hàng tiếp liệu chiến tranh.
Đặt căn cứ tại Ulithi từ ngày 21 tháng 11, Crowley hoạt động hộ tống bảo vệ cho một đội tiếp liệu phục vụ cho lực lượng đặc nhiệm tàu sân bay nhanh. Cho đến ngày 1 tháng 2, 1945, nó tháp tùng các tàu chở dầu đi đến một điểm hẹn trên đường đi để tiếp nhiên liệu cho các tàu sân bay đang hoạt động không kích xuống Luzon, Đài Loan và dọc theo bờ biển phía Nam Trung Quốc. Sau đó đội tiếp liệu này lại phục vụ cho các đội đặc nhiệm trong hoạt động tác chiến tại Iwo Jima cho đến ngày 22 tháng 3.
Rời vào Ulithi ngày 22 tháng 3, Crowley đi đến Guam vào ngày 9 tháng 4, tiếp tục vai trò hộ tống bảo vệ các tàu chở dầu phục vụ trong Trận Okinawa cho đến ngày 18 tháng 6. Trong giai đoạn từ ngày 3 tháng 7 cho đến khi chiến tranh kết thúc, nó hỗ trợ cho các đội đặc nhiệm thuộc Đệ Tam hạm đội và Đệ Ngũ hạm đội trong chiến dịch không kích xuống các đảo chính quốc Nhật Bản. Trong thành phần lực lượng chiếm đóng, nó đi đến Sagami Wan, Honshū vào ngày 9 tháng 9.
Crowley rời vịnh Tokyo vào ngày 16 tháng 9 để quay trở về Hoa Kỳ, về đến San Francisco vào ngày 8 tháng 10. Nó được cho xuất biên chế vào ngày 3 tháng 12, 1945; và con tàu bị bán để tháo dỡ vào ngày 21 tháng 12, 1946.

## Phần thưởng[2]
|  |             |  |
|  | Silver star |  |

| Dãi băng Hoạt động Tác chiến (truy tặng) |                                                                         |                                                                         |                                      |
| Huân chương Chiến dịch Hoa Kỳ            | Huân chương Chiến dịch Châu Á-Thái Bình Dương với 5 Ngôi sao Chiến trận | Huân chương Chiến dịch Châu Á-Thái Bình Dương với 5 Ngôi sao Chiến trận | Huân chương Chiến thắng Thế Chiến II |